# Mazelov
Mazelov (deutsch Maselow, früher Mazalow) ist eine Gemeinde in Tschechien. Sie liegt acht Kilometer nordnordwestlich von Lomnice nad Lužnicí in Südböhmen und gehört zum Okres České Budějovice.

## Geographie

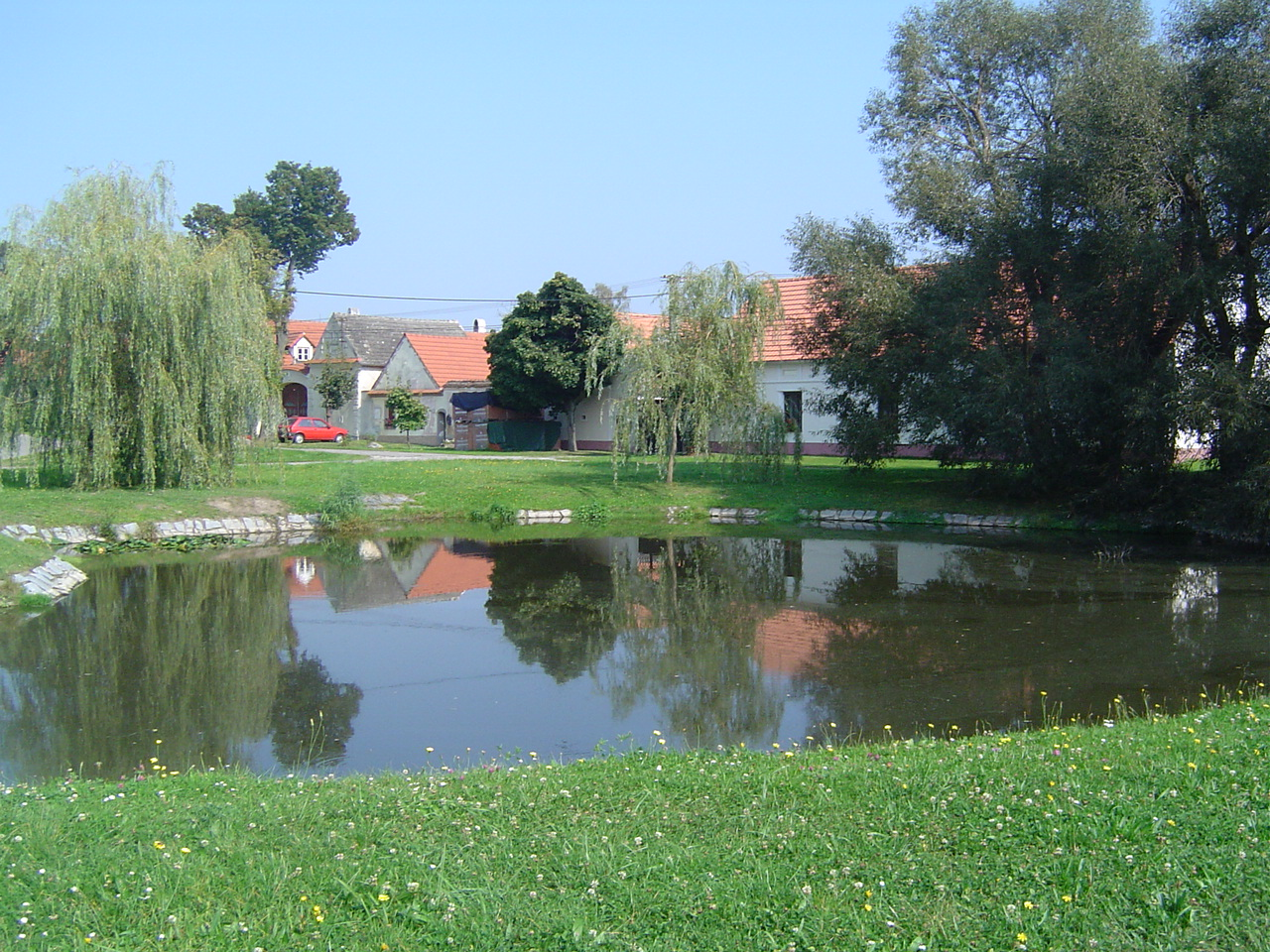
Dorfteich in Mazelov

Mazelov liegt beiderseits des Baches Mazelovský potok am Fuße der Lischauer Schwelle im Landstrich Pšeničná Blata am Rande des Wittingauer Beckens. Östlich befinden sich die Teiche Záblatský rybník und Stržka, im Südosten der Krčín sowie südlich der Velký mazelovský rybník und Malý mazelovský rybník. Gegen Süden erstreckt sich das Waldgebiet Velechvínské polesí. Im Nordosten erhebt sich der Nad Drážkami (436 m). Südlich befinden sich am Bach Dubenský potok die Wüstungen Žďár und Ovčín; gegen Südwesten liegt sich die Wüstung Provod.
Nachbarorte sind Neplachov und Dynín im Norden, Lhota und Lhotský Dvůr im Nordosten, Záblatí im Osten, Lomnice nad Lužnicí, Smržov und Dolní Slověnice im Südosten, Hůrky, Hrutov und Velechvín im Süden, Kolný, Lhotice, Chotýčany, U nádraží und Mazelovský Háj im Südwesten, Pazderna, Hrobárna und Ševětín im Westen sowie U Prokšů, Na Jednotě, Gebrovna, Švamberk und Drahotěšice im Nordwesten.

## Geschichte
Die erste schriftliche Erwähnung des zur Herrschaft Wittingau gehörigen Dorfes erfolgte im Jahre 1446 in einer Urkunde Ulrichs II. von Rosenberg. Im Jahre 1840 bestand Mazalow aus 40 Häusern mit 350 Einwohnern. Im Dorf bestanden eine Kapelle und eine von der Gemeinde unterhaltene Privatschule. Pfarrort war Schewetin. Bis zur Mitte des 19. Jahrhunderts blieb das Dorf immer der Herrschaft Wittingau untertänig.
Nach der Aufhebung der Patrimonialherrschaften bildete Mazalov / Mazalow ab 1850 eine Gemeinde Ševětín in der Bezirkshauptmannschaft Třeboň/Wittingau. Zwischen dem 19. und 20. Jahrhundert erfolgte eine Umgestaltung des Ortsbildes, bei der die hölzernen Gehöfte durch schmuckvolle Giebelhöfe im Bauernbarockstil ersetzt wurden. Im Jahre 1910 hatte Mazalov / Mazalov 402 tschechischsprachige Einwohner. Seit 1924 führt die Gemeinde den Namen Mazelov. Mit Beginn des Jahres 1961 wurde die Gemeinde im Zuge der Aufhebung des Okres Třeboň dem Okres České Budějovice zugeordnet. Am 14. Juni 1964 erfolgte die Eingemeindung nach Ševětín. Nach einem Referendum löste sich Mazelov zum 24. November 1990 wieder von Ševětín los. Der historische Ortskern von Mazelov ist seit 1995 ein ländliches Denkmalschutzgebiet.

## Gemeindegliederung
Für die Gemeinde Mazelov sind keine Ortsteile ausgewiesen.

## Bevölkerungsentwicklung
| Jahr      | 1869 | 1880 | 1890 | 1900 | 1910 | 1921 | 1930 | 1950 | 1961 | 1970 | 1980 | 1991 | 2001 | 2011 | 2021 |
| --------- | ---- | ---- | ---- | ---- | ---- | ---- | ---- | ---- | ---- | ---- | ---- | ---- | ---- | ---- | ---- |
| Einwohner | 383  | 383  | 382  | 416  | 402  | 380  | 392  | 292  | 290  | 258  | 244  | 211  | 211  | 198  | 213  |

## Sehenswürdigkeiten
- Neobarocke Kapelle der Jungfrau Maria auf dem Dorfplatz, geschaffen 1862–1865
- Ensemble von Giebelhöfen mit Speicher im Blatastil des südböhmischen Bauernbarock
- Naturschutzgebiet Záblatské louky, östlich des Dorfes